# Tlanchinol (község)
Tlanchinol község Mexikó Hidalgo államának északi részén. Lakossága 2010-ben 36 382 fő volt, a községközpontban, Tlanchinolban 5199-en éltek.

## Fekvése
A község Hidalgo állam északi részén terül el, északon San Luis Potosí állammal határos. Egész területe meredek völgyekkel szabdalt hegység, mely a Keleti-Sierra Madre része. Legalacsonyabban pontja kb. 200 m-rel van a tengerszint felett (a község északi részén), legmagasabb pontja (délnyugaton) az 1900 métert is meghaladja. Éghajlata igen csapadékos, évente mintegy 1900–2100 mm eső hull, emiatt sok folyója is van, igaz, a csapadék időbeli egyenetlen eloszlása miatt ezek többsége csak időszakos. Állandó vízfolyásai a Claro, a Jacaya, a Santa María és a Tehuetlan, időszakosak az Agua Blanca, az Alaguajio, az Ateolca, az Amaxatl, a Chacatitlamatl, a Chipoco, a Cuachola, a Paintla, a Pesuco, a Talol, a Teculoahuacayo és a Xalpa (mindegyik a Pánuco vízgyűjtőjéhez tartozik). A község területének mintegy 60%-át erdő és vadon borítja, 40%-ot tudnak mezőgazdasági termelésre hasznosítani.

## Élővilág
Tlanchinol község a sok csapadéknak köszönhetően dús növényvilággal rendelkezik. Legjellemzőbb növényei a magyaltölgy, különböző kőrisek, diófák, a mexikói zöld ciprus, az avokádó, a Cojoba arborea, valamint termesztenek paradicsomot, narancsot, banánt és mangót is.
Állatai közül említésre érdemes az oncilla, a vörös hiúz, a vaddisznó, különféle nyulak, mókusok és rágcsálók, csörgőkígyók, a coralillo és a mazacuate nevű kígyók, számos lepkefaj, valamint az acamaya, az axil és a burrito nevű rákok.

## Népesség
A község lakóinak száma a közelmúltban folyamatosan nőtt, a változásokat szemlélteti az alábbi táblázat:
| Év   | Lakosság |
| ---- | -------- |
| 1990 | 28 002   |
| 1995 | 31 193   |
| 2000 | 32 265   |
| 2005 | 33 694   |
| 2010 | 36 382   |

## Települései
A községben 2010-ben 83 lakott helyet tartottak nyilván, ebből 28 nem éri el a 100 fős lakosságot, sőt, 11 településen még 10-en sem élnek. A jelentősebb helységek:
| Település                                        | Lakosság (2010) |
| ------------------------------------------------ | --------------- |
| Tlanchinol (községközpont)                       | 5199            |
| Santa María Catzotipan (Santa María Tepetzintla) | 2307            |
| Hueyapa                                          | 1478            |
| Huitepec                                         | 1400            |
| Acahuasco                                        | 1289            |
| Jalpa                                            | 1228            |
| Pueblo Hidalgo                                   | 1183            |
| Chichiltépec                                     | 1135            |
| San José                                         | 1126            |
| Temango                                          | 1125            |
| Chichatla                                        | 1098            |
| Olotla                                           | 999             |
| Chipoco                                          | 959             |
| Toctitlán                                        | 959             |
| San Cristóbal                                    | 914             |
| Santa Lucía                                      | 827             |
| Apantlazol                                       | 750             |
| Cuatlimax                                        | 657             |
| Ixtlapala                                        | 601             |
| Pilcuatla                                        | 587             |
| Acatipa                                          | 539             |
| Pahuayo                                          | 528             |
| Peyula                                           | 502             |